# Neisha Bernard-Thomas
Neisha Bernard-Thomas (sinh ngày 21 tháng 1 năm 1981) là một vận động viên chạy cự ly trung bình người Grenada, chuyên về cự ly 800 mét. Cô cũng chạy bộ thường xuyên tại Đại học bang Louisiana (LSU).
Thành tích tốt nhất của cô ấy là 2: 00,09 phút, đạt được tại Thế vận hội Mùa hè 2008 ở Bắc Kinh. Đây là kỷ lục Grenada. Cô cũng giữ kỷ lục 1500 mét với 4: 23,24 phút, đạt được vào tháng 3 năm 2008 tại Baton Rouge.

## Thành tích giải đấu
| Năm  | Giải đấu                                                  | Địa điểm                          | Thứ hạng  | Nội dung  | Chú thích |
| ---- | --------------------------------------------------------- | --------------------------------- | --------- | --------- | --------- |
| 1997 | CARIFTA Games (U17)                                       | Bridgetown, Barbados              | 6th       | 800 m     | 2:25.66   |
| 1997 | CARIFTA Games (U17)                                       | Bridgetown, Barbados              | 7th       | 1500 m    | 5:13.83   |
| 2000 | Central American and Caribbean Junior Championships (U20) | San Juan, Puerto Rico             | 6th       | 800 m     | 2:14.18   |
| 2000 | Central American and Caribbean Junior Championships (U20) | San Juan, Puerto Rico             | 2nd       | 4 × 400 m | 3:40.24   |
| 2003 | Central American and Caribbean Championships              | St. George's, Grenada             | 1st       | 800 m     | 2:04.12   |
| 2003 | Central American and Caribbean Championships              | St. George's, Grenada             | 2nd       | 4 × 400 m | 3:32.99   |
| 2003 | Pan American Games                                        | Santo Domingo, Dominican Republic | 9th (h)   | 800 m     | 2:04.22   |
| 2005 | Central American and Caribbean Championships              | Nassau, Bahamas                   | 1st       | 800 m     | 2:03.56   |
| 2005 | World Championships                                       | Helsinki, Finland                 | 23rd (h)  | 800 m     | 2:02.50   |
| 2006 | Commonwealth Games                                        | Melbourne, Australia              | 8th       | 800 m     | 2:01.96   |
| 2008 | Olympic Games                                             | Beijing, China                    | 21st (sf) | 800 m     | 2:01.84   |
| 2009 | World Championships                                       | Berlin, Germany                   | 28th (sf) | 800 m     | 2:04.55   |
| 2011 | Central American and Caribbean Championships              | Mayagüez, Puerto Rico             | 4th       | 800 m     | 2:03.56   |
| 2012 | Olympic Games                                             | London, United Kingdom            | 16th (sf) | 800 m     | 2:00.68   |